# ماكسويل غريفين
ماكسويل غريفين (بالإنجليزية: Maxwell Griffin)‏ (17 سبتمبر 1987 في الولايات المتحدة - ) هو لاعب كرة قدم أمريكي في مركز الهجوم. لعب مع LA Laguna FC ‏ وSan Fernando Valley Quakes ‏.

## وصلات خارجية
- ماكسويل غريفين على موقع الدوري الأمريكي (الإنجليزية)
- ماكسويل غريفين على موقع قاعدة بيانات كرة القدم.إي يو (الإنجليزية)